# La Familia Michoacana
Pour les articles homonymes, voir La Familia.
La Familia Michoacana ou La Familia (en français la famille du Michoacán) est l'un des sept grands cartels de la drogue mexicain, basé dans l'État du Michoacán. Il a fait parler de lui en septembre ou octobre 2006, « quand des inconnus sont entrés dans un bar pour lancer cinq têtes humaines accompagnées d'un message sur une piste de danse »  (les dates varient selon les sources). 
Au début, il se présentait comme un groupe de justiciers messianiques luttant contre les cartels, en s'offrant des pages de publicité dans la presse locale et en placardant des affiches sur les corps de trafiquants assassinés,.
L'un de ses deux chefs, Nazario Moreno González, fut abattu par les autorités le 11 décembre 2010. Les autorités mexicaines offraient une prime de 2,4 millions de dollars pour sa capture. Au lendemain de l'annonce de sa mort, des centaines de personnes ont manifesté en soutien au cartel à Apatzingán . 
En décembre 2010, au moins 300 membres du cartel avaient été arrêtés aux États-Unis .

## Décès, arrestations et attentats
- 18 août 2006 : Jesús Rodríguez Valencia, du cartel de Milenio, est décapité par La Familia[5]. 17 décapitations sont attribués à La Familia en 2006[5].
- 11 décembre 2006 : début de l'opération Conjunto Michoacán.
- janvier 2008 : arrestation de Miguel Carvajal, dit Le Roi, à Valle de Bravo[5]. La police reçoit des menaces de mort[5].
- août 2008 : à San Pablito, dans la municipalité de Tultepec, on découvre trois cadavres avec un message menaçant La Familia[5].
- septembre 2008 : José Luis El Jaguar Carranza Galván, l'un des dirigeants du cartel, est assassiné[5]. Le même mois, Lázaro Bustos Abarca Nicolas Romero, dit L'Indien, et à la tête de 20 kidnappeurs de La Familia, est arrêté[5].
- 15 décembre 2008 : lors de la fête nationale à Morelia, des membres du cartel jettent deux grenades, faisant huit morts[3].
- juillet 2009 : le cartel tue 16[3] à 20 policiers [4] en représailles contre l'arrestation d'un de leurs leaders, Arnoldo Rueda Medina[4], effectuée le 11 juillet 2009[7]. En mai 2009, des hommes politiques avaient été arrêtés après avoir été accusés de protéger le cartel: en juillet, sept maires, un ancien maire, un procureur étaient encore incarcérés[8].
- 11 décembre 2010 : Nazario Moreno González, l'un des chefs du cartel, est abattu par la police.
- 21 juin 2011 : José de Jésus Mendez (chef de « La Familia »), dit « El Chango » (le Singe), a été arrêté par la police fédérale dans l'État d'Aguascalientes dans le centre du pays.